# Akunnat
Akunnat nebo Akonemiok (zastarale Akúnat, německy Lichtenfels) je zaniklá misijní stanice v kraji Sermersooq v Grónsku. Nachází se na ostrově Qeqertarsuatsiaat, asi 3 km západně od Qeqertarsuatsiaatu. V době největšího rozkvětu zde žilo 300 obyvatel.

## Historie
Misijní stanice Lichtenfels byla založena v roce 1758 herrnhutskými misionáři vedenými Matoušem (Matthäus) Stachem, exulantem, který pocházel z Mankovic v Moravskoslezském kraji. Na grónskou misii byla skupina vyslána hrabětem Mikulášem Ludvíkem Zinzendorfem. Nejednalo se o první působiště v Grónsku, tam již Moravští bratři pracovali od roku 1733, kdy založili stanici Neu-Herrnhut (dánsky Ny Herrnhut), pozdější Noorliit, jenž poté splynul s hlavním městem Grónska Nuuk. První misionářkou-ženou v Grónsku byla Rosina Stach (provdaná Beck, *1713 Mankovice). Matouš Stach (spoluzakladatel prvních dvou misijních stanic v Grónsku) byl její bratr. Manžel Rosiny byl Johann Beck, presbyter, kazatel a výrazná osobnost tohoto grónského sborečku a dne 19. 3. 1777 zde zemřel. V Lichtenfelsu zemřela rovněž dne 16. 6. 1775 poslední manželka Christiana Stacha (otce Matouše a Rosiny) Rosina, která zde žila od roku 1736. Stachovi uprchli z rekatolizovaných Mankovic v roce 1730. České kořeny má i diakonka Dorothea Ballenhorst (roz. Teucher, 12. 4. 1718 Kunín – 8. 11. 1766 Lichtenfels), která zde od roku 1756 pracovala.
V roce 1900 byla misijní stanice kvůli státní reformě uzavřena, místní obyvatelé se přestěhovali do Qeqertarsuatsiaatu a misionáři odešli tam, kam byli povoláni.